# Биккулово (Тоцкий район)
Биккулово — село в Тоцком районе Оренбургской области России. Входит в состав Верхнебузулукского сельсовета.

## География
Село находится в западной части Оренбургской области, в пределах юго-восточной части Восточно-Европейской равнины, в степной зоне, на правом берегу реки Бузулук, на расстоянии примерно 45 км (по прямой) к югу от села Тоцкое. Абсолютная высота — 129 м над уровнем моря.
Климат
Климат характеризуется как резко континентальный с продолжительной морозной зимой и относительно коротким жарким сухим летом. Среднегодовая температура составляет 3 °C. Средняя температура воздуха самого тёплого месяца (июля) — 26,9 °C (абсолютный максимум — 42 °C); самого холодного (января) — −13,3 °C (абсолютный минимум — −43 °C). Среднегодовое количество атмосферных осадков не превышает 350—400 мм.
Часовой пояс
Село Биккулово, как и вся Оренбургская область, находится в часовой зоне МСК+2. Смещение применяемого времени относительно UTC составляет +5:00.

## Население
| 2010 |
| ---- |
| 37   |

Гендерный состав
По данным Всероссийской переписи населения 2010 года в гендерной структуре населения мужчины составляли 32,4 %, женщины — соответственно 67,6 %.
Национальный состав
Согласно результатам переписи 2002 года, в национальной структуре населения татары составляли 90 % из 70 чел.